# باشگاه فوتبال آژاکسیو
باشگاه فوتبال آژاکسیو (فرانسوی: AC Ajaccio‎) یک باشگاه فوتبال در کشور فرانسه است.
این باشگاه که در شهر آژاکسیو قرار دارد در سال ۱۹۱۰ میلادی تأسیس شده است و سابقه ۲ قهرمانی در لیگ ۲ فرانسه را دارد.